# جبن قارص جروير
جبن قارص جِرَوْيَر هي جبنة تركية تشبه غرويير. يصنع عادة من حليب البقر الصافي أو خليط من حليب البقر والماعز. يُصنع على شكل عجلات كبيرة تزن 60-70 رطلاً أو أكثر.
نشأت قارص جروير في عام 1878 عندما توقف ديفيد موزر منتج الجبن السويسري في بغاتبة في قارص، ووجد المنطقة مناسبة لصنع الجبن. أنشأ مصنعًا صغيرًا للجبن في القرية ، وسرعان ما أصبح إنتاجها هو الصناعة الرئيسة في بغاتبة.